# Platylister cavicauda
Platylister cavicauda är en skalbaggsart som först beskrevs av Gilbert John Arrow 1927.  Platylister cavicauda ingår i släktet Platylister och familjen stumpbaggar. Inga underarter finns listade i Catalogue of Life.